# MS-Technologie-Arena
Die MS-Technologie-Arena, bis 2011 Stadion am Friedengrund, ist ein Fußballstadion in der baden-württembergischen Stadt Villingen-Schwenningen. Die Anlage ist die Spielstätte des gegenwärtig in der Regionalliga Südwest spielenden Fußballvereins FC 08 Villingen. Es fasst rund 12.000 Zuschauer, hat 800 überdachte Sitzplätze und eine überdachte Stehtribüne für knapp 2500 Besucher.

## Geschichte

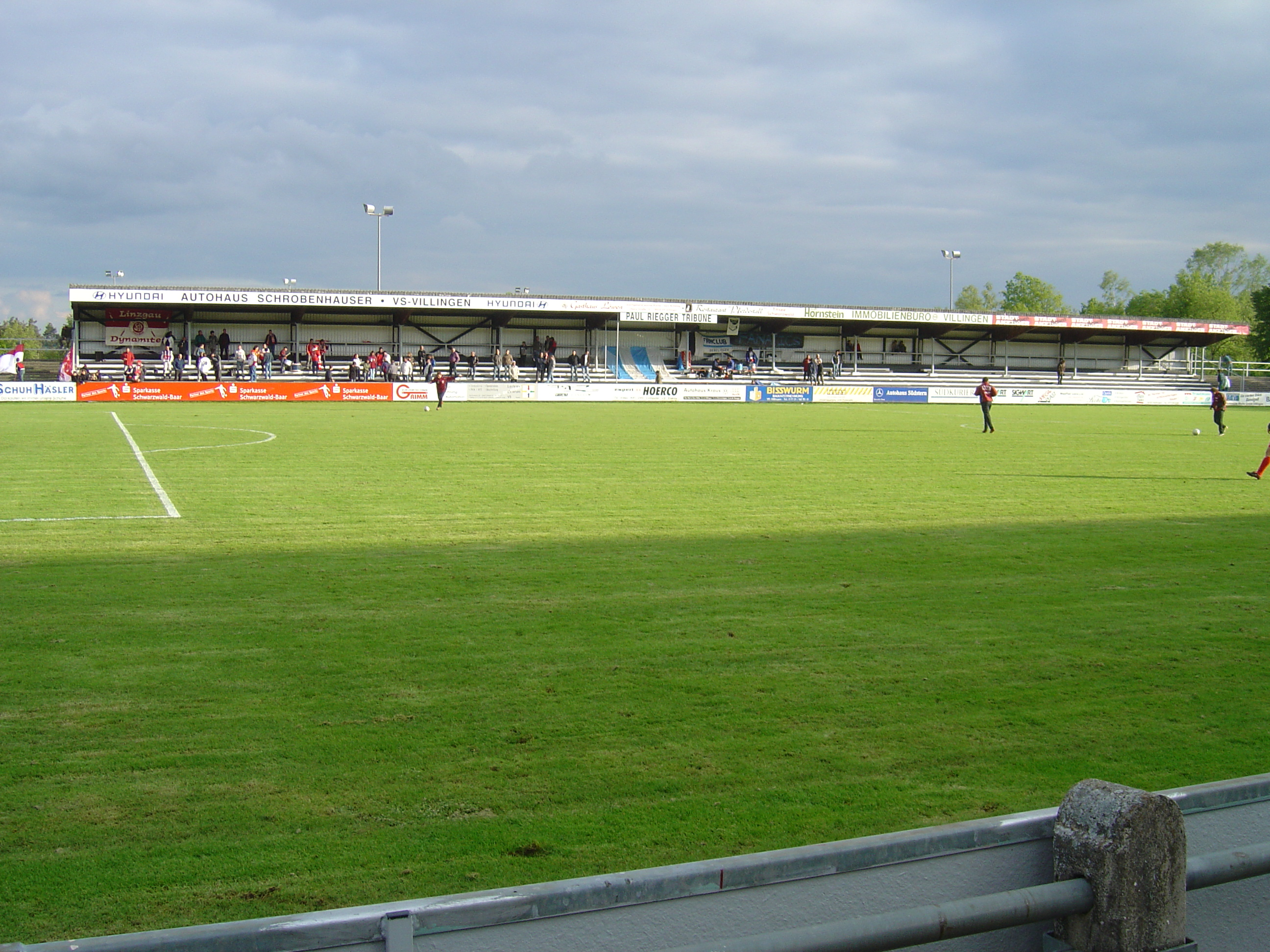
Paul-Riegger-Tribüne

1960 fanden erstmals Punktspiele des FC 08 Villingen (Schwarzwald-Bodensee-Liga) auf den neu erstellten Sportanlagen im Friedengrund statt. Am 5. Oktober 1969 wurde die neue Haupttribüne, die 800 Besuchern Platz bietet, bei der Partie gegen den VfR Mannheim (1:0) erstmals für die Zuschauer freigegeben. Allerdings war das Dach noch nicht fertiggestellt. An der Südseite wurde eine überdachte Stehtribüne für 2500 Zuschauer erbaut, deren Finanzierung der damalige erste Vorsitzende Paul Riegger übernahm. Der Ausbau der Räumlichkeiten unter der Haupttribüne wurde 1980 fertiggestellt, ehe die Tribüne selber 1995 grundlegend saniert wurde. 2001 wurde unterhalb des Stadions der Nebenplatz zu einem Kunstrasen umgebaut. Dieser Platz mit einer kleinen Tribüne gilt als Ausweichstätte für die Spiele des FC 08 Villingen. Im Jahr 2008 wurde ein neuer Rasen verlegt. Das Stadion war nun regionalligatauglich.
Der Zuschauerrekord stammt vom 4. Januar 1970, als die 1:3 endende Partie der 1. Hauptrunde des DFB-Pokals 1969/70 zwischen dem FC 08 Villingen und dem Hamburger SV 15.149 Zuschauer anlockte. In der Saison 2006/07 erlebte das Friedengrundstadion mit knapp 2800 Zuschauern bei der Oberligapartie des FC 08 Villingen gegen den SSV Ulm 1846 das bestbesuchte Punktspiel seit fast 30 Jahren.
2011 wurde der Hersteller von Elektromotoren und Ventilatoren ebm-papst Namenssponsor des Stadions, welches bis 2019 ebm-papst-Stadion hieß.
Sollte dem FC 08 Villingen der Aufstieg aus der Fußball-Oberliga Baden-Württemberg 2017/18 in die Fußball-Regionalliga Südwest 2018/19 gelingen, müsste das Stadion den Anforderungen der vierten Liga angepasst werden. Dafür stellte der Gemeinderat der Stadt am 25. April 2018 eine Summe von einer Million Euro bereit. Unter anderem muss ein Ballfangzaun errichtet werden. Des Weiteren ist ein abgetrennter Bereich für Gästefans mit 600 Plätzen mit Wellenbrechern im Bereich der überdachten Gegentribüne und der bereits sanierten Stehplätze vorgesehen. Für die Stehplätze der Gegentribüne sind Notausgänge notwendig. Für Kioske und Sanitäranlagen sollen Container genutzt werden. Der größte Kostenpunkt mit etwa 450.000 Euro ist für eine den Regeln entsprechenden Flutlichtanlage vorgesehen. Auf lange Sicht soll auch die Tribüne und die Stehplätze renoviert werden. Dazu müsste eine weitere Million Euro investiert werden.
Wie am 24. Januar 2019 in einer Pressemitteilung der Stadt Villingen-Schwenningen und des FC 08 Villingen bekanntgegeben wurde, wird das Stadion ab sofort den Sponsorennamen MS-Technologie-Arena, nach der MS Ultraschall Technologie GmbH aus Spaichingen, tragen. Der Vertrag ist auf eine Laufzeit von zehn Jahren ausgelegt. Über das finanzielle Volumen der Vereinbarung machten weder Stadt noch Verein Angaben. Im Vertrag sind auch Investitionen in das Stadion im sechsstelligen Bereich vorgesehen. Rund zwei Wochen nach der Ankündigung des neuen Stadionnamens gaben die Stadt, der Verein und der Sponsor am 4. Februar umfassende Sanierungen am Stadion bekannt. Vorrangiges Ziel ist es, die Spielstätte für die kommende Saison tauglich für die Regionalliga zu machen. Die Flutlichtanlage müsste aufgerüstet werden, da der DFB für Fernsehübertragungen mindestens 800 Lux Beleuchtungsstärke verlangt. Des Weiteren ist die Anpassung des Sicherheitskonzepts im Gästebereich vorgesehen. Neben der Sanierung sollen auch Wellenbrecher montiert werden. Darüber hinaus werden die Spielfeldumrandung sowie die Sanitärtechnik und die Kioske aufgerüstet. Neben den vom DFB geforderten Maßnahmen entsteht auf der Haupttribüne momentan eine neue V.I.P.-Loge. Zusätzlich werden Heizung und Dach runderneuert. Die Kapazität von etwa 5000 Besuchern bleibt aber in jedem Fall erhalten. Über die Kosten wurden von den Beteiligten keine genaueren Angaben gemacht. Die Stadt stellt über einen Nachtragshaushalt 1,13 Mio. Euro zur Verfügung.
Am 30. Juli 2019 wurde die neu installierte LED-Flutlichtanlage symbolisch eingeweiht. Am Abend nahmen der Oberbürgermeister Jürgen Roth, Bürgermeister Detlev Bührer sowie FC-08-Vereinspräsident Leo Grimm die Anlage zum ersten Mal in Betrieb. Die Lichtanlage ist Teil der Investitionen von 1,2 Mio. Euro in die Tauglichkeit des Stadions für die Regionalliga.
Am 1. Juni 2024 gelang schließlich nach einem 3:2-Sieg gegen Pforzheim der Aufstieg in die Regionalliga Südwest.